# Черемхово (Калінінградська область)
Черемхово (рос. Черемхово) — селище Гур'євського міського округу, Калінінградської області Росії. Входить до складу Низовського сільського поселення.
Населення —  46 осіб (2015 рік). 

## Населення
| 2002 | 2010 |
| ---- | ---- |
| 36   | ↗46  |